# Mormia bryophila
Mormia bryophila är en tvåvingeart som först beskrevs av Vaillant 1960.  Mormia bryophila ingår i släktet Mormia och familjen fjärilsmyggor. Inga underarter finns listade i Catalogue of Life.